# Układ astatyczny
Układ astatyczny – układ regulacji (np. z regulatorem PI lub PID), w którym uchyb ustalony jest równy 0, niezależnie od wartości wymuszenia w postaci skokowej funkcji Heaviside'a. 
W układach astatycznych występują uchyby ustalone przy pobudzeniach w postaci funkcji rosnących liniowo i parabolicznie.